# Igelball

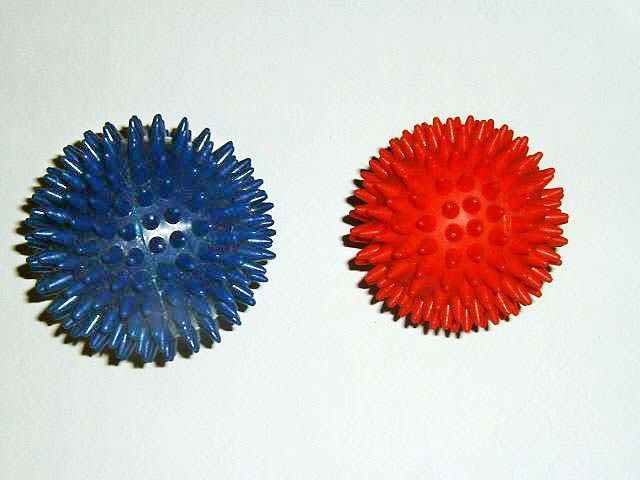
Igelbälle aus Plastik in verschiedenen Größen

Der Igelball ist ein Ball, von dem in allen Richtungen Noppen oder Spitzen abstehen.
Seine Form geht auf den in den 1930er Jahren entwickelten Cayman-Ball zurück, einen Golfball, der zur Flugverlangsamung Noppen statt Dellen aufwies. Später wurde er insbesondere auch in der Physiotherapie eingesetzt (siehe Abschnitt: Verwendung).
Igelbälle werden in der Regel in Sanitätshäusern oder Apotheken geführt, sie sind unter dem Namen Cayman-Golfbälle auch unter Sportartikeln zu finden.

## Formen und Varianten
Igelbälle werden in verschiedenen Größen, Farben und Materialien hergestellt. Die Größen sind manchmal an den Farben ablesbar.
Igelbälle sind oft aus Plastik gefertigt. Vor allem physiotherapeutisch genutzte Igelbälle sind meist etwa faustgroße, mit Luft gefüllte Gummibälle, an denen in alle Richtungen Gumminoppen abstehen. Es werden aber auch Igelbälle aus Metall und aus Holz angeboten, die sehr viel schärfere Spitzen haben können, was z. B. von manchen psychosomatischen Patienten bevorzugt wird.

## Verwendung
Der Igelball kann physiotherapeutisch genutzt werden. Patienten können ihn selbst oder unterstützt zur Haut- und Rückenmassage einsetzen, sein Einsatz bewirkt vor allem eine lokale Steigerung der Durchblutung. Überwiegend verwendet man dabei den Ball, indem man ihn auf den Boden legt, sich selbst darauf legt und mit dem Rücken darüber rollt. Man kann ihn auch zwischen Rücken und Wand einklemmen und mit dem Rücken dagegen drücken, hin und her rollen, und damit die verspannten Stellen massieren. Auch die Fußmassage unter der nackten Fußsohle wird von Therapeuten oft genannt. Ein Masseur oder Partner kann den Massageball auch an individuell unzugänglichen Stellen durch in unterschiedlicher Druckstärke erfolgtes Rollen mit der Hand anwenden. Bei Wirbelsäulenproblemen ist der Igelball hingegen nicht geeignet.
Als Sportgerät wird der Igelball in sportlich orientierten Kursen für sehbehinderte Menschen eingesetzt, da man sein Rollen auch akustisch erfahren kann.
Im Präzisionssport wird der Igelball auf Swingolf-Anlagen eingesetzt. Diese vereinfachte Golfsportvariante wird nicht nur auf abgeschirmten Flächen, sondern auch in öffentlichen Grünanlagen gespielt, wo besondere Anforderungen an die Gefahrlosigkeit fliegender Bälle gestellt werden. Der Igelball kommt dort als Cayman-Ball zum Einsatz.
In der Psychosomatik werden Igelbälle eingesetzt, da der Druckreiz gegen hohe innere Anspannung und z. T. dadurch auch gegen (Teil-)Dissoziationen helfen kann. Die Verwendung ist insbesondere bei Borderline-Patienten bzw. im Rahmen der Dialektisch-Behavioralen Therapie (DBT) (als Teil der Stresstoleranzskills bzw. -"skills") bekannt geworden, wird aber auch von manchen anderen Patienten bei hoher innerer Anspannung als hilfreich empfunden.